# Patrizia Rossetti
Patrizia Rossetti (Montaione, 19 marzo 1959) è una conduttrice televisiva e conduttrice radiofonica italiana.
Dopo aver esordito in televisione presentando il Festival di Sanremo 1982 al fianco di Claudio Cecchetto, è passata alle reti private, diventando per diversi anni il volto simbolo di Rete 4, grazie alla conduzione di programmi contenitori, destinati principalmente ad un pubblico femminile, che componevano lo scheletro del palinsesto dell'emittente, raccordando tra loro le numerose telenovelas e soap opera al tempo trasmesse dal canale.
In seguito ad un cambio di linea editoriale di Rete 4, il suo ruolo televisivo è stato notevolmente ridimensionato pur non scomparendo mai dal piccolo schermo. Nel corso della sua carriera si è cimentata anche come cantante, attrice di teatro oltre che di film per la televisione e speaker radiofonica.

## Biografia
Nasce a Montaione, comune sito sulle colline tra Firenze e Pisa.

### Carriera televisiva
Dopo una breve esperienza come conduttrice del telegiornale di Antenna 5 (emittente televisiva locale della Toscana), esordisce sulla televisione nazionale nel 1981, vincendo il concorso Una valletta per Sanremo all'interno della trasmissione Domenica in che le permette di presentare il Festival di Sanremo 1982 insieme a Claudio Cecchetto. Nello stesso anno conduce, sempre sulle reti Rai, il programma di annunci Prossimamente - Programmi per sette sere ed i programmi musicali Festival di Castrocaro e Festival di Pesaro, entrambi trasmessi da Rai 1. Sempre in quell'anno conduce, assieme a Memo Remigi, anche la kermesse Miss Italia, allora trasmessa su Canale 5.
Nel 1983 debutta su Rete 4 (all'epoca di proprietà della Mondadori e non ancora facente parte del gruppo Fininvest) come inviata del quiz Un milione al secondo condotto dal suo scopritore, Pippo Baudo.
Dalla stagione 1984/1985 sempre su Rete 4 (nel frattempo acquisita da Silvio Berlusconi) presenta Campo aperto, un programma di agricoltura ed ecologia sulla falsariga di Linea Verde. Conduce la trasmissione anche nella stagione successiva.
Sempre su Rete 4 nella stagione 1987/1988 ricopre il ruolo di inviata per il quiz pomeridiano C'est la vie condotto da Umberto Smaila. Nel 1987, lavora anche ad Italia 1 dove affianca Paolo Villaggio nel varietà di prima serata Che piacere averti qui, sempre nello stesso canale presenta alcuni programmi sportivi come A tutto campo e Calcio d'estate. Nella stagione 1988-1989 passa brevemente a TeleCapodistria dove presenta Donna Kopertina, un programma sportivo al femminile.
La grande popolarità arriva nell'autunno 1989 quando, tornata a Rete 4, inizia a condurre il programma quotidiano Buon pomeriggio, trasmissione in onda dal lunedì al venerdì ed in seguito anche alla domenica, dedicata alle soap opera e alle telenovelas trasmesse dal canale in quegli anni che occupava tutta la fascia pomeridiana dell'emittente, che la Rossetti presenta con successo fino al 1993, conducendone anche gli spin-off Buon pomeriggio serata speciale e Buon pomeriggio Festival. La sera del 31 dicembre 1991 conduce in prima serata su Rete 4 il veglione di capodanno 4 salti nel '92. Nei primi mesi del 1992 prende parte ad una parodia musicale della telenovela La donna del mistero intitolata La vera storia della donna del mistero, programma sulla falsariga del celebre varietà Rai Biblioteca di Studio Uno, assieme a Sandra Milo ed i Ricchi e Poveri trasmesso in prima serata sempre su Rete 4 e nell'autunno dello stesso anno interpreta inoltre il personaggio di Suor Sorriso proprio nella seconda stagione de La donna del mistero con Luisa Kuliok e Jorge Martínez trasmessa sempre da Rete 4 in prima serata. Nello stesso periodo conduce inoltre sempre per Rete 4 lo speciale Holidays on ice e la kermesse Il più bello d'Italia (corrispettivo maschile di Miss Italia). Sempre nel 1992 conduce sulla stessa rete, durante la stagione estiva, anche il varietà di prima serata Bellezze al bagno, in coppia con Giorgio Mastrota.
Dal settembre 1992 oltre Buon pomeriggio, presenta anche il varietà-contenitore di mezzogiorno A casa nostra, condotto inizialmente in solitaria ed in seguito, dal gennaio 1993, in coppia con Giorgio Mastrota ed anch'esso incentrato, come Buon pomeriggio, sulle soap opera e le telenovelas trasmesse da Rete 4 in quel periodo. Di quest'ultima trasmissione la Rossetti presenta anche gli spin-off Domenica a casa nostra, Vacanze di Natale a casa nostra, Gran Capodanno a casa nostra e Domenica a casa nostra - La crociera dell'amore. Nell'autunno 1993 i programmi Buon pomeriggio e A casa nostra vengono fusi, assieme all'analogo contenitore mattutino Buongiorno amica, nel programma Buona giornata condotto sempre dalla Rossetti dal settembre 1993 al luglio 1996. La trasmissione, anch'essa in onda dal lunedì al venerdì, occupa tutto il day-time di Rete 4: inizia intorno alle 7 del mattino e si conclude inizialmente alle 16:45, per poi essere allungato nella seconda edizione fino alle 18:05, con il solo intermezzo delle due edizioni diurne del TG4. Anche di questo programma la Rossetti ne presenterà diverse puntate speciali, trasmesse in prima serata.
Grazie a tutti questi programmi, Patrizia Rossetti è stata, per tutta la prima metà degli anni novanta, il volto-simbolo del terzo canale televisivo del gruppo Mediaset (allora chiamato ancora Fininvest), all'epoca diretto da Michele Franceschelli e rivolto al pubblico delle casalinghe; la Rossetti infatti appariva in video per più di 10 ore al giorno, 6 giorni alla settimana per 11 mesi all'anno.
A partire dall'autunno del 1996 in seguito al cambio di linea editoriale di Rete 4 voluto da Vittorio Giovanelli (nominato direttore di rete pochi mesi prima), la presenza in video della Rossetti è repentinamente e drasticamente diminuita fin quasi ad annullarsi del tutto, limitandosi ad apparire come conduttrice delle televendite trasmesse sulle reti Mediaset e di alcune trasmissioni minori. Dal 1996 al 1998 conduce Casa per casa, una rubrica settimanale dedicata al mondo della casa, in onda su Rete 4 il sabato mattina.
Nel 1997 conduce su Rete 4 lo speciale Buon compleanno Sentieri, trasmissione dedicata ai 60 anni di messa in onda della soap opera statunitense Sentieri, e recita nei film TV Oltre il destino e Passerà il freddo di Daniele Sangiorgi, entrambi in onda su Rete 4 nel pomeriggio domenicale. Nel 1998 recita inoltre in un piccolo ruolo in un episodio della fiction La dottoressa Giò, sempre trasmesso su Rete 4, con protagonista Barbara D'Urso. Nella stagione 1997-1998 approda brevemente sulla syndication Italia 7 dove conduce il rotocalco femminile Fantastica. Nella stagione successiva torna nuovamente su Rete 4, presentando Sabato 4, contenitore settimanale di attualità e gossip, trasmesso il sabato mattina.
Nel 2000 conduce insieme ad Emanuela Folliero, Miriana Trevisan e Chiara Sani lo speciale dedicato al carnevale Coriandoli, in onda su Rete 4. Sempre nel 2000 sulla stessa rete conduce lo speciale-remake Telenovelas che emozione!, in cui assieme a vari personaggi famosi, rievocò e narrò la storia di tutti i più famosi serial sudamericani di successo trasmessi in passato dalla rete, proprio all'interno delle varie trasmissioni-contenitore di cui era stata la padrona di casa indiscussa. Da febbraio 2001, ha condotto, per brevi periodi ed alternata ad altre conduttrici, il programma di medicina Vivere meglio, in onda sempre su Rete 4 nella fascia mattutina, accanto al professor Fabrizio Trecca.
Nella primavera 2005 ha preso parte come concorrente alla seconda edizione del reality show La fattoria condotto da Barbara D'Urso su Canale 5, classificandosi terza con il 10% dei voti. Dal 2011 torna in TV come conduttrice di 3 Channel, e nella stagione 2012-2013 presenta due programmi di carattere culinario: Pane amore & fantasia... e Colto e mangiato (di quest'ultima trasmissione conduce nel 2013 anche lo spin-off Colto e mangiato - L'Italia dell'olio) trasmessi dal canale Alice.
Nella stagione 2015-2016 è una degli ospiti fissi del programma domenicale di Rai 2 Quelli che il calcio condotto da Nicola Savino. Nell'autunno 2018 partecipa come concorrente, in coppia con Maria Teresa Ruta, con cui forma la squadra de Le signore della TV, all'adventure-game di Rai 2 Pechino Express, risultando vincitrice dell'edizione; aveva già preso parte al programma nel 2016, insieme a Cesare Cadeo, in una "televendita" che le coppie in gara dovevano replicare.
Nella stagione 2021-2022 ha fatto parte del cast del programma Detto fatto, in qualità di opinionista ricorrente.
Nell'autunno 2022 prende parte come concorrente alla settima edizione del Grande Fratello Vip, condotto da Alfonso Signorini, decidendo poi di ritirarsi dalla gara per motivi personali all'inizio del 2023. Partecipa in seguito ad una puntata del programma di TV8, Celebrity Chef, sfidando l'amica Emanuela Folliero.
Nella primavera 2025 partecipa come concorrente alla diciannovesima edizione del reality L'isola dei famosi condotta da Veronica Gentili su Canale 5, venendo eliminata nella puntata della semifinale.

### Carriera teatrale
La sua carriera come attrice in teatro inizia dal 2001, quando con Enrico Beruschi, porta sulle scene due commedie: prima ..ora è possibile spegnere il computer e poi La famiglia Martinelli. Nel 2003 è protagonista con Ric e Gian della commedia Un pigiama per sei di Marc Camoletti, e nel 2006 di Comunque vada sarà un successo, sempre con i due comici, con testi di Dino Verde. Nella stagione 2009/2010 è co-produttrice e protagonista femminile della commedia moderna Chi ha detto che gli uomini preferiscono le bionde? di Rosario Galli con Enrico Beruschi. Nel 2011 è in tournée con Gigi Sammarchi, Vera Castagna e Marco Vaccaila con la commedia Toccata & Fuga di Derek Benfield.

### Carriera radiofonica
Dal 1994 al 2003 ha condotto Amichevolmente Vostra... Patrizia, rubrica quotidiana di 30 minuti nella tarda mattinata della programmazione di Radio Italia.

### Carriera musicale
La carriera di cantante inizia nel 1992 con l'incisione delle sigle dei programmi Buon pomeriggio e A casa nostra, a cui segue l'anno successivo quella del programma Buona giornata; nel 1994 esce l'album Le più belle sigle dei teleromanzi di Retequattro, che comprende oltre le sigle di alcune telenovelas, anche brani da lei interpretati, tra cui Micaela, utilizzato come sigla per l'omonima telenovela. Nel 1997 incide la sigla del programma Casa per casa e nel 1998 incide una raccolta di brani dei suoi cantanti preferiti intitolata CD personale. Tutti i suoi dischi furono incisi per l'etichetta RTI Music. Nel 2003 ha inoltre duettato con Nilla Pizzi nella canzone Due gocce d'acqua, contenuto all'interno dell'album della cantante emiliana Insieme si canta meglio.

### Vita privata
Patrizia Rossetti è stata sposata con Rudy Londoni dal 2012 al 2019; si erano conosciuti nel 2006. Si professa cattolica.

## Televisione
- Tg di Antenna 5 (Antenna 5, 1980)
- Domenica in (Rete 1, 1981) – Concorrente vincitrice del concorso Una valletta per Sanremo
- Festival di Sanremo (Rete 1, 1982) – Valletta
- Prossimamente - Programmi per sette sere (Rete 1, Rete 2, Rete 3, 1982)
- Festival di Castrocaro (Rete 1, 1982)
- Festival di Pesaro (Rete 1, 1982)
- Miss Italia (Canale 5, 1982)
- Un milione al secondo (Rete 4, 1983-1984) – Valletta
- Campo aperto (Rete 4, 1984-1986)
- Shopping: adesso che se ne sono andati tutti finalmente (PAN TV, 1984-1985)
- C'est la vie (Rete 4, 1987-1988)
- Che piacere averti qui (Italia 1, 1987)
- A tutto campo (Italia 1, 1987)
- Calcio d'estate (Italia 1, 1987)
- Donna Kopertina (TeleCapodistria, 1988-1989)
- Buon pomeriggio (Rete 4, 1989-1993)
  - Buon Pomeriggio serata speciale (Rete 4, 1991)
  - Buon pomeriggio Festival (Rete 4, 1993)
- Gioca e... pasta (Rete 4, 1990)
- 10.000 Sentieri d'amore (Rete 4, 1990)
- Simpaticissima (Canale 5, 1991-1992, 1994; Rete 4, 1995-1997) – Concorrente
- 4 salti nel '92 (Rete 4, 1991-1992)
- Holiday on Ice (Rete 4, 1992)
- Il più bello d'Italia (Rete 4, 1992)
- Bellezze al bagno (Rete 4, 1992)
- A casa nostra (Rete 4, 1992-1993)
  - Domenica... A casa nostra (Rete 4, 1992-1993)
  -  Vacanze di Natale...A casa nostra (Rete 4, 1992-1993)
  -  Gran Capodanno...A casa nostra (Rete 4, 1992-1993)
  -  Domenica... A casa nostra - La crociera dell'amore (Rete 4, 1993)
- Buona giornata (Rete 4, 1993-1996)
  - Buona giornata Sanremo (Rete 4, 1994)
  - Serata Speciale per Micaela (Rete 4, 1994)
  - Buona giornata - Serata Speciale (Rete 4, 1994)
  -  Toto Festival (Rete 4, 1994)
- La grande avventura (Canale 5, 1995)
- Grandi Magazzini (Rete 4, 1995)
- Trenta ore per la vita (Rete 4, Canale 5, Italia 1, 1995-1996, 1998-1999) – Inviata
- Il sentiero dei sogni (Rete 4, 1996)
- Casa per casa (Rete 4, 1996-1998)
- Buon compleanno Sentieri (Rete 4, 1997)
- Le Mode di Moda (Rete 4, 1997-1998) – Inviata
- Fantastica (Italia 7, 1997-1998)
- Sabato 4 (Rete 4, 1998-1999)
- Coriandoli (Rete 4, 2000)
- Telenovelas che emozione! (Rete 4, 2000)
- Vivere meglio (Rete 4, 2001)
- La fattoria (Canale 5, 2005) – Concorrente
- Il circo per l'estate (Rete 4, 2005) – Concorrente
- Buongiorno con 3 Channel (3 Channel, 2011)
- Pane, amore e fantasia... (Alice, 2012)
- Colto e mangiato (Alice, 2012-2013)
  - Colto e mangiato - L'Italia dell'olio (Alice, 2013)
- Quelli che il calcio (Rai 2, 2015-2016) – Inviata
- Pechino Express - Avventura in Africa (Rai 2, 2018) – Concorrente vincitrice
- Grande Fratello VIP 7 (Canale 5, 2022-2023) – Concorrente
- Celebrity Chef (TV8, 2023) – concorrente
- L'isola dei famosi (Canale 5, 2025) – concorrente

## Filmografia
- La vera storia della donna del Mistero – Telefilm/Parodia (Rete 4, 1992)
- La donna del mistero 2 (El regreso de la dama) – Telenovela (Rete 4, 1992-1993)
- Nonno Felice episodio Tengo famiglia – Sitcom (Canale 5, 1995) cameo
- Oltre il destino – Film TV (Rete 4, 1997)
- Passerà il freddo – Film TV (Rete 4, 1997)
- La dottoressa Giò episodio Il coraggio – Serie TV (Rete 4, 1998) cameo
- Io e Margherita – Sitcom (Studio1, 2011), 1 episodio

## Radio
- Amichevolmente vostra Patrizia (Radio Italia, 1994-2003)

## Teatro
- ...ora è possibile spegnere il computer (2001)
- La famiglia Martinelli (2001)
- Un pigiama per sei (2003)
- Comunque vada sarà un successo (2006)
- Chi ha detto che gli uomini preferiscono le bionde? (2009-2010)
- Toccata e fuga (2011)

## Discografia

### Album
- 1994 – Le più belle sigle dei teleromanzi di Retequattro
- 1998 – CD personale

### Singoli
- 1992 – Buon pomeriggio
- 1992 – A casa nostra
- 1993 – Buona giornata
- 1994 – Micaela
- 1997 – Casa per casa
- 2003 – Due Gocce D'Acqua, con Nilla Pizzi nell'album Insieme si canta meglio

### Apparizioni
- 1993 – Sigle TV con il brano A casa nostra (RTI Music – RTI 1021-2)
- 1994 – Buona giornata - Patrizia Rossetti presenta le più belle sigle di Rete 4 con i brani Buona giornata, Micaela e Te quiero mi amor (RTI Music – RTI 1056-2)
- ? – Promo Disc 6 con il brano Te quiero mi amor (RTI Music – PFM 221)